# Elecciones presidenciales de Filipinas de 1957
Las elecciones presidenciales de Filipinas de 1957 se celebraron el 12 de noviembre de 1957. La presidencia la ejercía Carlos P. García, debido a la muerte de Ramón Magsaysay en un accidente de avión el 23 de marzo de ese mismo año. García, hasta entonces su vicepresidente, obtuvo un mandato completo al triunfar con el 41.28% de los sufragios. Fue la primera elección en Filipinas en la que el presidente electo no obtenía mayoría absoluta, y ganaba con mayoría simple, sin ser necesario un balotaje debido a que dicha modalidad no existe en Filipinas.
Otro acontecimiento importante de estas elecciones fue el liberal Diosdado Macapagal, que obtuvo la vicepresidencia con el 46% de los votos, siendo la primera ocasión en la historia del país en la cual el vicepresidente y el presidente pertenecían a distintos partidos. Además, apareció el Partido Progresista, que obtuvo también la tercera fuerza y se situó como partido alternativo (o tercera vía) a los nacionalistas y los liberales.

## Resultados

### Presidenciales
| Candidatos           | Candidatos             | Partidos                            | Votos     | %      |
| -------------------- | ---------------------- | ----------------------------------- | --------- | ------ |
|                      | Carlos P. Garcia       | Partido Nacionalista                | 2.072.257 | 41.28% |
|                      | José Yulo              | Partido Liberal                     | 1.386.829 | 27.62% |
|                      | Manuel Manahan         | Partido Progresista                 | 1.049.420 | 20.90% |
|                      | Claro M. Recto         | Partido Nacional de los Ciudadanos  | 429.226   | 8.55%  |
|                      | Antonio Quirino        | Rama Quirinista del Partido Liberal | 60.328    | 1.20%  |
|                      | Valentin de los Santos | Lapiang Malaya (Movimiento Libre)   | 21.674    | 0.43%  |
|                      | Alfredo Abcede         | Federalista                         | 470       | 0.01%  |
|                      |                        |                                     |           |        |
| Total                | Total                  | Total                               | 5.020.204 | 100%   |
|                      |                        |                                     |           |        |
| Votos válidos        | Votos válidos          | Votos válidos                       | 5.020.204 | 98.3%  |
| Votos anulados       | Votos anulados         | Votos anulados                      | 87.908    | 1.7%   |
| Votos en total       | Votos en total         | Votos en total                      | 5.108.112 | 75.5%  |
| Votantes registrados | Votantes registrados   | Votantes registrados                | 6.763.897 |        |

### Vicepresidenciales
| Candidato            | Partido              | Partido                            | Resultados | Resultados |
| Candidato            | Partido              | Partido                            | Votos      | %          |
| -------------------- | -------------------- | ---------------------------------- | ---------- | ---------- |
| Diosdado Macapagal   |                      | Partido Liberal                    | 2.189.197  | 46.55%     |
| José Laurel, Jr.     |                      | Partido Nacionalista               | 1.783.012  | 37.91%     |
| Vicente Araneta      |                      | Partido Progresista                | 375.090    | 7.97%      |
| Lorenzo Tañada       |                      | Partido Nacional de los Ciudadanos | 344.685    | 7.32%      |
| Restituto Fresto     |                      | Lapiang Malaya                     | 10.494     | 0.22%      |
| Votos válidos        | Votos válidos        | Votos válidos                      | 4.702.478  | 92.1%      |
| Votos anulados       | Votos anulados       | Votos anulados                     | 405.634    | 7.9%       |
| Votos en total       | Votos en total       | Votos en total                     | 5.108.112  | 75.5%      |
| Votantes registrados | Votantes registrados | Votantes registrados               | 6.763.897  | 100.00%    |